# Ichthyophis tricolor
La cecilia tricolor o cecilia Maddatorai (Ichthyophis tricolor) es una especie de anfibios gimnofiones de la familia Ichthyophiidae.
Mide 226–330 mm. Es una especie subterránea.